# Iyaz
Keidran Jones, bedre kendt som Iyaz er en sanger/rapper fra De Britiske Jomfruøer. Hans mest kendte sang "«Replay» blev nummer 1 på Billboard Top 40 chart i 2009.